# Plattysk
Plattysk, nedertysk eller nedersaksisk (ISO 639-3: nds) er et germansk sprog. I daglig tale kaldes det "platt" og "plattdüütsch" (også "nedersaksisch" i den nederlandske del af sprogområdet). Det tilhører de vestgermanske sprog og kan sammen med højtysk, frisisk, nederlandsk og afrikaans siges at danne en samlet gruppe.
Sprogene har udviklet sig fra det gamle saksiske sprog. Derfor har plattysk mange ligheder med angelsaksisk og altså også med moderne nederlandsk, engelsk og Lowland scots.
Plattysk har i modsætning til højtysk ikke gennemgået konsonantforskydningen (p>pf,
t>s osv.) i det 8.-9. århundrede og heller ikke diftongeringen (i>ei, u>au). I Hanse-tiden var plattysk lingua franca i Nordeuropa og har påvirket de skandinaviske sprog meget, især dansk. Flertallet af de mange låneord i skandinavisk, som anses for at komme fra tysk, kommer egentlig fra plattysk.
Efter reformationen blev Luthers højtyske bibeloversættelse udbredt i Nordtyskland, og dermed overtog højtysk efterhånden rollen som det "officielle" sprog.
Plattysk har flere dialekter. Disse nedertyske dialekter er stadig udbredt i nordtyske egne, og der findes også musikgrupper, der synger på plattysk, fx De Plattfööt. NDR (Norddeutscher Rundfunk) har også radio- og fjernsynsprogrammer på plattysk.
Sprogkoden (ISO 639-2) for plattysk er nds.